# Хаапакоски, Ээро Илмари
Ээро Илмари Хаапакоски (Хагфорс) (фин. Eero Ilmari Haapakoski, 27 февраля 1893, Сортавала — 23 апреля 1929, Хельсинки) — финский офицер, книжный иллюстратор и художник-декоратор. Наиболее известен как автор флага Ингерманландии.

## Биография
Ээро Илмари Хаапакоски родился в семье финляндских шведов. Его родителями были Эрнст Артур Хагфорс (1859—1900), преподаватель финского и шведского языков в Сортавальской учительской семинарии и Элин София Матильда Грёнлунд (1861—1902).
В 1911 году Ээро Илмари окончил Хельсинкский нормальный лицей и в мае того же года поступил в Хельсинкский университет. Весной 1913 года он был исключён из университета, но продолжил учёбу в Художественно-промышленном училище, которое также не закончил. В 1915 году он вновь поступил в Хельсинкский университет, но весною 1917 года опять выбыл из списков студентов. В дальнейшем обучался частным образом в Хельсинкском ювелирном училище по специальности художник-декоратор.
В 1910-е годы, будучи студентом, Ээро Хаапакоски снимал угол в квартире актёра Финского национального театра Ийсакки Латту, уроженца Ингерманландии. Квартира эта находилась в центре Хельсинки по адресу Похьёйнен раутатиенкату, 17. Там он познакомился с дочерью Ийсакки Латту — Инкери Марией. Молодые люди вступили в брак.

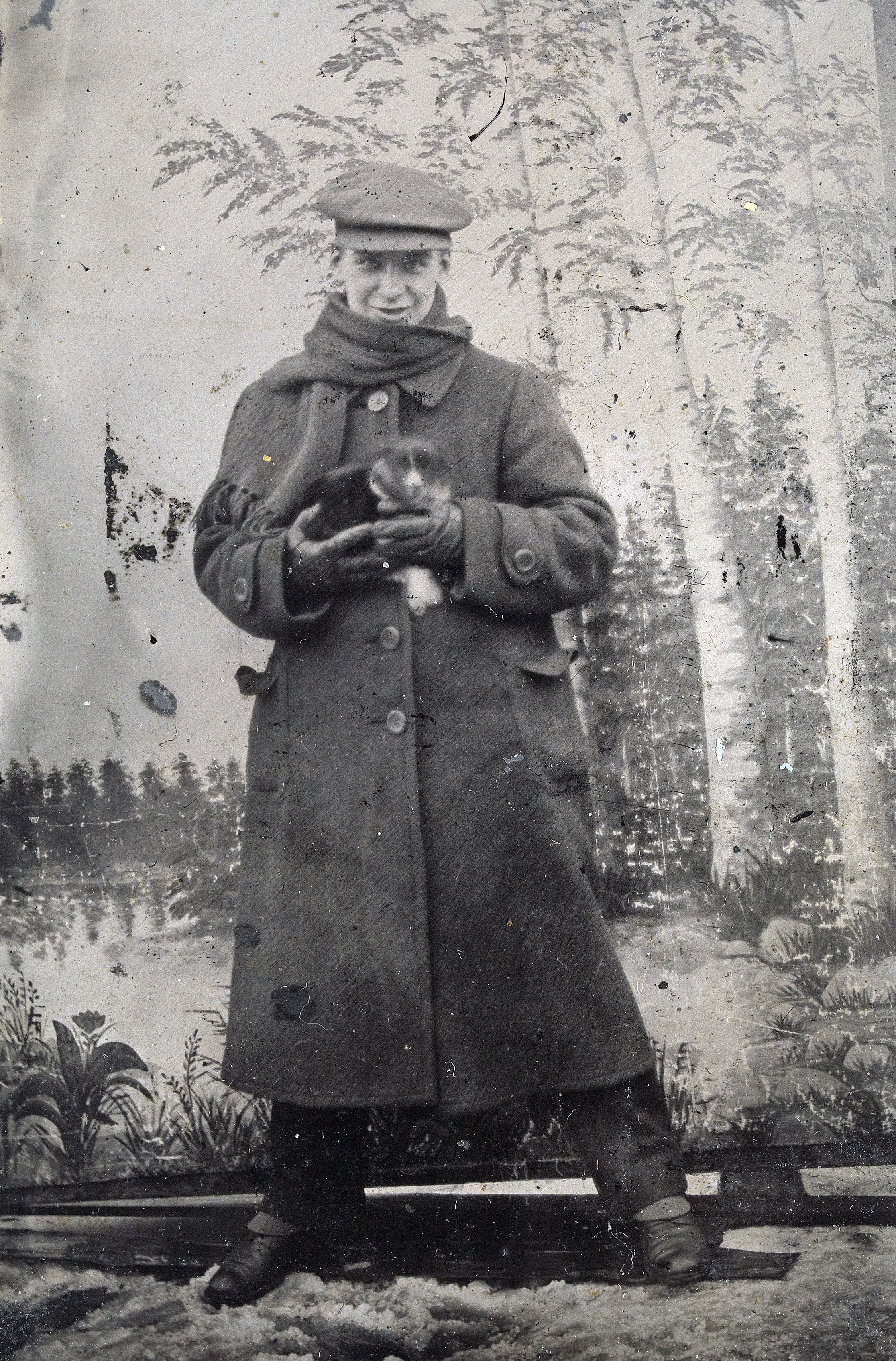
Ээро Илмари Хаапакоски. 1910-е гг.
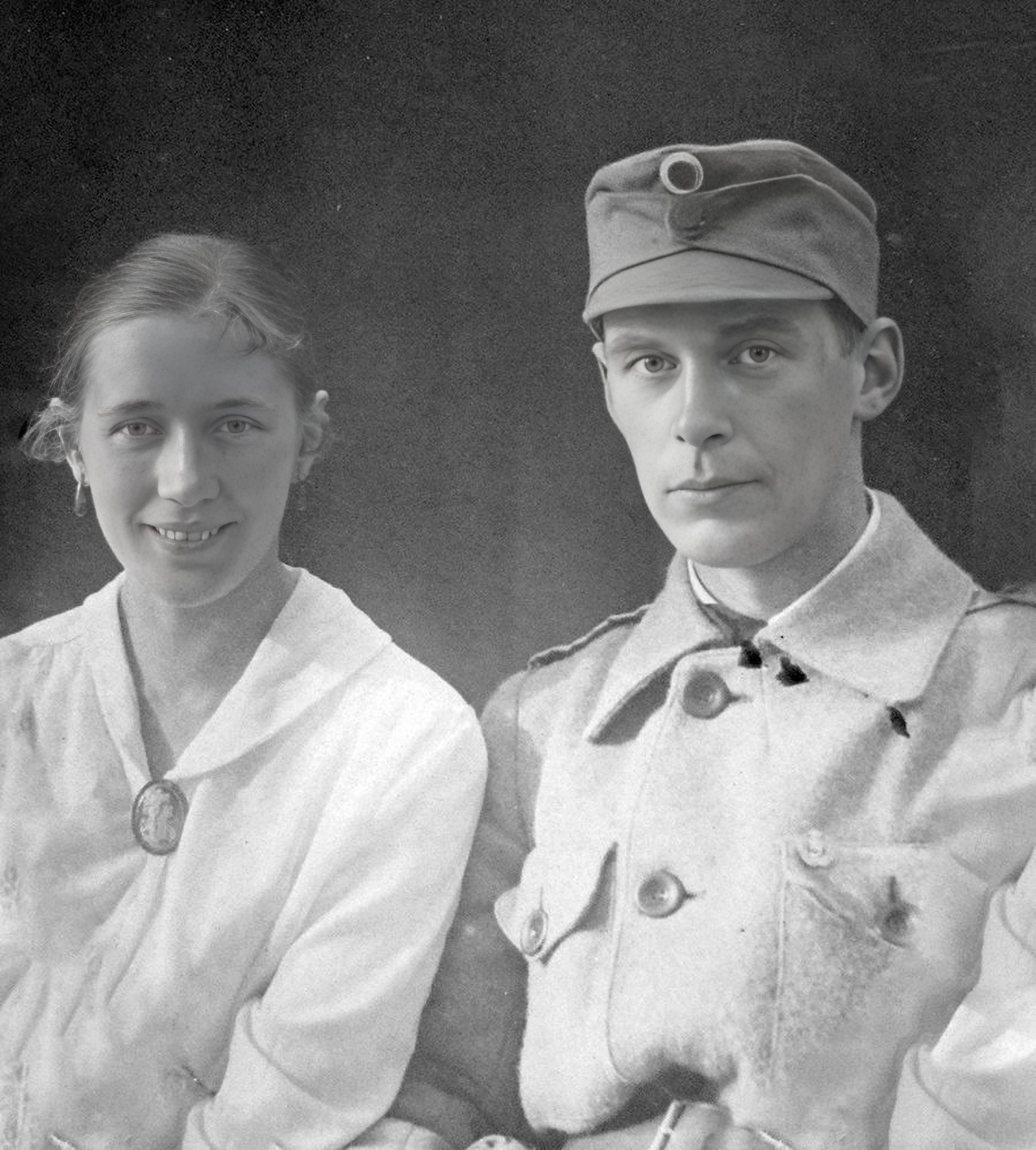
Ээро Илмари и Инкери Мария Хаапакоски. 1910-е годы
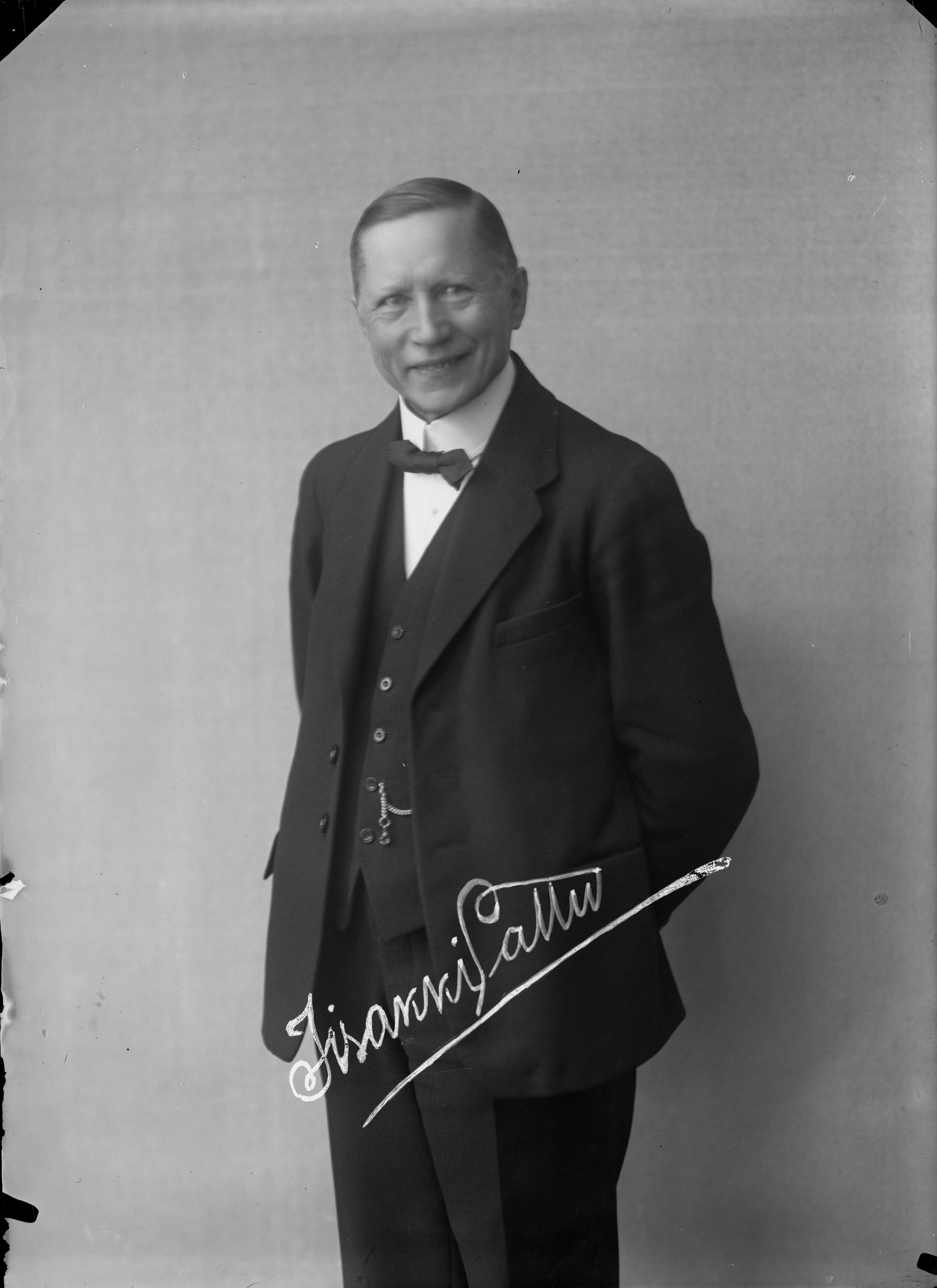
Ийсакки Латту

Хаапакоски во время учёбы много времени тратил на изучение истории рисунка, живописи, а также увлекался декоративно-прикладным творчеством. После завершения образования работал учителем рисования в общественной школе Тёёлё и в Выборгской школе искусств.
В 1918 году Хаапакоски принял активное участие в гражданской войне в Финляндии на стороне белых, о чём сохранились документы Главного штаба шюцкора. В 1919 году получил чин корнет-резервист.
В 1920-м он закончил офицерские курcы в кадетской школе и был направлен в Карельский кавалерийский егерский полк, затем его перевели в Военное министерство. В 1920 году Хаапакоски отправили во Францию, где прошёл полугодовой курс обучения в кавалерийской школе (Ecole de Cavalerie) в Сомюре.
В 1921-м ему было присвоено звание лейтенанта. В характеристике на Ээро Илмари Хаапакоски, в графе «Моральные качества», было написано: «сдержанный и рассудительный». Особо отмечались его искусство наездника и список языков, которыми он владел. Он мог говорить, читать и писать на финском, шведском, немецком, английском, французском, русском и датском языках.
После возвращения в Финляндию он до 1924 года служил в Генеральном штабе. В 1926 году его повысили до звания капитана армии Финляндии. В 1926 году Хаапакоски некоторое время служил адъютантом генерал-лейтенанта Лаури Мальмберга, который с 1924 по 1928 год возглавлял Силы обороны Финляндии.
В 1928 году Хаапакоски откомандировали на должность командира кавалерийского полка в Хяме. Официально его командировка закончилась 1 февраля 1929 года.
Во время своей службы Илмари Хаапакоски не оставлял увлечений искусством. В частности, он оформил интерьер, лично занимался созданием оконных и настенных росписей, а также придумал дизайн освещения для кофейни генерального штаба (в 1926—1927 годах). Это заведение, известное как «Култайнен Лахтари» (Kultainen Lahtari), располагалась в подвале особняка Смолна. Когда-то там находились винные склады генерал-губернаторов Финляндии.
В свободное от службы время Хаапакоски также занимался рисованием книжных иллюстраций.
Хаапакоски скоропостижно скончался в Хельсинки в апреле 1929 года. Ему был всего 36 лет.

## Создание флага Ингерманландии
Флаг Ингерманландии (изначально как флаг Западно-Ингермандландского полка) был разработан Хаапакоски в 1919 году во время похода белых на Петроград. Он взял в качестве основы традиционный для северных стран скандинавский крест и цвета, которые с XVII века использовались для герба Ингерманландии. Позднее флаг стал официальным символом республики Северная Ингрия.

Флаг Ингерманландии

## Личная жизнь
В 1920 году Хаапакоски женился на Инкери Марии Латту (Inkeri Maria Lattu), отцом которой был финн-ингерманландец, известный актёр Ийсакки Латту. 
У Илмари была старшая сестра, Алли Мария Хаапакоски (1888—1963). Она вышла замуж за дипломата Харри Холма.

## Известные работы в книжной иллюстрации
- Сыновья Похъёлы: две истории из самой дальней Похъёлы. Автор книги Лаури Ханникайнен[фин.]; иллюстраторы: Онни Муусари[фин.] и Илмари Хаапакоски. Детская библиотека Валистуса № 8. Издательство Kansanopettajain Osakeyhtiö Valistus, Хельсинки, 1916 год.
- В землях Месикаммен: пьеса-сказка. Автор книги Антти Ритконен[фин.]; авторы песен Отто Котилайненом[фин.] и Берндт Сарлин[фин.]; рисунки к художественному изданию — Илмари Хаапакоски. Издательство Otava, 1918 год.